# ОШ „Петар Николић” Самаила
ОШ „Петар Николић” је државна установа основног образовања, основана 1892. године у Самаили, на територији града Краљева.
По оснивању школе похађала су је деца, како из Самаила тако и из Буковице и Ласца. Први учитељ је био Радосав Каримановић из Ужица, који је учио сва четири разреда, тј. око 30 ученика. Године 1941. школска зграда је спаљена. После поправке, почела је да ради 1945. године. Од 1948. године ради као осморазредна школа. Због повећања броја ученика, приступило се изградњи нове школске зграде која је почела да ради 1982. године. 
Овој школи је припојена осморазредна школа у Ласцу 1975. године. Припадају јој и четвороразредна издвојена одељења у Мрсаћу и Буковици.